# Kasteel Kanazawa

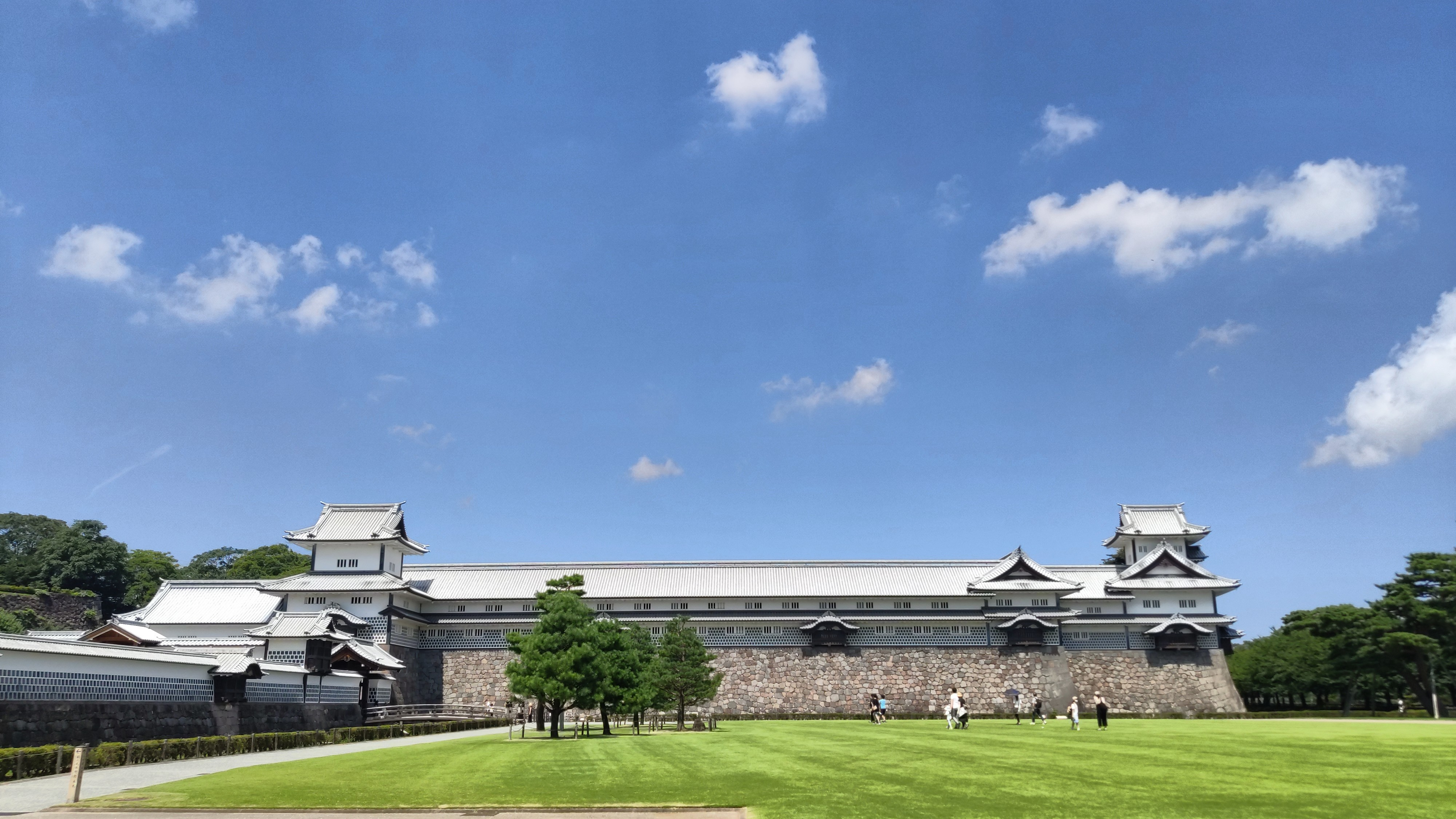
Kasteel Kanazawa

Het Kasteel Kanazawa (Japans: 金沢城, Kanazawa-jō) is een groot, deels gereconstrueerd kasteel in de Japanse stad Kanazawa, in de prefectuur Ishikawa. De kasteelsite bevindt zich in het stadscentrum en grenst aan de beroemde tuin Kenroku-en.
Het kasteel gaat terug op een versterkte tempel uit de Muromachiperiode die aan de basis lag van Kanazawa. Nadat Oda Nobunaga het kasteel verwierf, begon hij het uit te breiden. Na zijn nederlaag nam Toshiie Maeda het over en liet hij het volledig opnieuw opbouwen. Het werd vernield door een brand in 1631 en vervolgens ingrijpend aangepast. Bij de grote brand van Kanazawa in 1759 werd het opnieuw in as gelegd. Na de Meijirestauratie werd de site overgemaakt aan het keizerlijke leger. Veel restanten van het kasteel gingen verloren bij een brand in 1881. In de 21e eeuw werden verschillende onderdelen van het complex gereconstrueerd.